# Кастелмола
Кастелмола (итал. Castelmola) је насеље у Италији у округу Месина, региону Сицилија.
Према процени из 2011. у насељу је живело 475 становника. Насеље се налази на надморској висини од 496 м.

## Становништво
| 1936. | 1951. | 1961. | 1971. | 1981. | 1991. | 2001. | 2011. |
| ----- | ----- | ----- | ----- | ----- | ----- | ----- | ----- |
| 1.366 | 1.324 | 1.175 | 1.124 | 1.133 | 1.123 | 1.092 | 1.073 |